# Bob Lemon
Robert Granville Lemon (San Bernardino, California, 22 de septiembre de 1920-San Bernardino, California, 11 de enero de 2000), más conocido como Bob Lemon, fue un jugador profesional estadounidense de béisbol que se desempeñó en la posición de lanzador en las Grandes Ligas de Béisbol (MLB). Es miembro del Salón de la Fama del Béisbol.

## Carrera
Lemon jugó como profesional quince temporadas en Cleveland Guardians (1941-1942, 1946-1958), equipo en el que se retiró.

## Reconocimiento
En 1976, ingresó como miembro al Salón de la Fama del Béisbol.